# Liste der Einträge im National Register of Historic Places im Pittsburg County
Diese Liste der Einträge im National Register of Historic Places im Pittsburg County enthält alle im Pittsburg County, Oklahoma in das National Register of Historic Places eingetragenen Gebäude, Bauwerke, Objekte, Stätten oder historischen Distrikte.
Diese Liste entspricht dem Bearbeitungsstand des National Park Service/National Register of Historic Places vom 18. Oktober 2024.

## Legende
| NRHP | Historic Place             |
| HD   | National Historic District |

## Aktuelle Einträge
| [ 2 ] | Name                                                                   | Bild                                                                   | Eintragsdatum                 | Lage | Ort        | Beschreibung |
| ----- | ---------------------------------------------------------------------- | ---------------------------------------------------------------------- | ----------------------------- | --- | ---------- | ------------ |
| 1     | Aldridge Hotel                                                         | Aldridge Hotel                                                         | 7. Dez. 1995 ID-Nr. 95001408  | 200 E. Carl Albert Parkway 34° 55′ 56″ N, 95° 46′ 0″ W                                                                | McAlester  |              |
| 2     | Blackburn’s Station Site                                               | Blackburn’s Station Site                                               | 7. März 1973 ID-Nr. 73001568  | südöstlich von Pittsburg 34° 41′ 5″ N, 95° 44′ 39″ W                                                                  | Pittsburg  |              |
| 3     | Busby Office Building                                                  | Busby Office Building                                                  | 6. Dez. 1979 ID-Nr. 79002021  | 113 E. Carl Albert Parkway 34° 55′ 59″ N, 95° 46′ 3″ W                                                                | McAlester  |              |
| 4     | Busby Theatre                                                          | Busby Theatre                                                          | 6. Dez. 1979 ID-Nr. 79002022  | Washington Ave. und 2nd Street 34° 56′ 1″ N, 95° 46′ 0″ W                                                             | McAlester  |              |
| 5     | Canadian Jail and Livery Stable                                        |                                                                        | 6. Nov. 1980 ID-Nr. 80003295  | in der Nähe des Oklahoma State Highway 113 35° 10′ 43″ N, 95° 39′ 22″ W                                               | Canadian   |              |
| 6     | Choate Cabin                                                           | Choate Cabin                                                           | 3. Okt. 1979 ID-Nr. 79002019  | 2nd und Walnut Street 35° 9′ 36″ N, 95° 46′ 23,8″ W                                                                   | Indianola  |              |
| 7     | Cole Chapel School                                                     | Cole Chapel School                                                     | 8. Sep. 1988 ID-Nr. 88001411  | nördlich von Hartshorne 34° 54′ 19″ N, 95° 32′ 31,9″ W                                                                | Hartshorne |              |
| 8     | Federal Building and US Courthouse                                     | Federal Building and US Courthouse                                     | 24. März 2000 ID-Nr. 00000242 | 301 E. Carl Albert Parkway 34° 55′ 56″ N, 95° 45′ 54″ W                                                               | McAlester  |              |
| 9     | First Presbyterian Church                                              | First Presbyterian Church                                              | 11. Dez. 1979 ID-Nr. 79003139 | 101 E. Washington Avenue 34° 56′ 3,4″ N, 95° 46′ 2,8″ W                                                               | McAlester  |              |
| 10    | Hokey’s Drugstore                                                      |                                                                        | 6. Dez. 1979 ID-Nr. 79002020  | 2 E. Washington Avenue 34° 55′ 39″ N, 95° 42′ 56,2″ W                                                                 | Krebs      |              |
| 11    | International Temple, Supreme Assembly, Order of the Rainbow for Girls | International Temple, Supreme Assembly, Order of the Rainbow for Girls | 14. Juni 2013 ID-Nr. 13000393 | 315 E. Carl Albert Parkway 34° 55′ 56,6″ N, 95° 45′ 53,3″ W                                                           | McAlester  |              |
| 12    | L’Ouverture Gymnasium                                                  | L’Ouverture Gymnasium                                                  | 26. Mai 2006 ID-Nr. 06000486  | an der Straßenkreuzung der S. 14th Street und E Chickasaw Avenue 34° 55′ 32″ N, 95° 45′ 2″ W                          | McAlester  |              |
| 13    | Jeff Lee Park Bath House and Pool                                      | Jeff Lee Park Bath House and Pool                                      | 8. Sep. 1988 ID-Nr. 88001413  | 3rd und Fillmore Street 34° 56′ 41″ N, 95° 45′ 37″ W                                                                  | McAlester  |              |
| 14    | Mass Grave of the Mexican Miners                                       |                                                                        | 14. Nov. 1980 ID-Nr. 80003297 | Mount Calvary Cemetery 34° 55′ 39″ N, 95° 44′ 31,9″ W                                                                 | McAlester  |              |
| 15    | McAlester Armory                                                       | McAlester Armory                                                       | 8. Sep. 1988 ID-Nr. 88001412  | 3rd und Polk Street 34° 56′ 36″ N, 95° 45′ 38″ W                                                                      | McAlester  |              |
| 16    | McAlester Downtown Historic District                                   | weitere Bilder                                                         | 10. März 2015 ID-Nr. 15000065 | zwischen der Business 69, E. Carl Albert Pkwy., N. 5th Street und der Eisenbahnstrecke 34° 55′ 53″ N, 95° 45′ 57,6″ W | McAlester  |              |
| 17    | McAlester DX                                                           |                                                                        | 29. Aug. 1980 ID-Nr. 80004288 | 5th Street und Carl Albert Parkway 34° 55′ 56″ N, 95° 45′ 50″ W                                                       | McAlester  |              |
| 18    | McAlester House                                                        | McAlester House                                                        | 29. Aug. 1980 ID-Nr. 80004289 | 14 E. Smith Avenue 34° 57′ 20″ N, 95° 45′ 38″ W                                                                       | McAlester  |              |
| 19    | McAlester Scottish Rite Temple                                         | McAlester Scottish Rite Temple                                         | 22. Nov. 1980 ID-Nr. 80004521 | 2nd Street und Adams Avenue 34° 56′ 7″ N, 95° 45′ 56″ W                                                               | McAlester  |              |
| 20    | Mine Rescue Station Building                                           | Mine Rescue Station Building                                           | 13. März 1980 ID-Nr. 80004290 | 509 S. 3rd Street 34° 55′ 34″ N, 95° 46′ 5″ W                                                                         | McAlester  |              |
| 21    | New State School                                                       |                                                                        | 8. Sep. 1988 ID-Nr. 88001414  | südlich von Hartshorne, in der Nähe des North Fork Elm Creek 34° 43′ 50″ N, 95° 36′ 5″ W                              | Hartshorne |              |
| 22    | OKLA Theater                                                           | OKLA Theater                                                           | 5. Juni 2003 ID-Nr. 03000513  | 18 E. Choctaw 34° 55′ 54,8″ N, 95° 46′ 9,4″ W                                                                         | McAlester  |              |
| 23    | Perryville                                                             |                                                                        | 5. Mai 1972 ID-Nr. 72001076   | südwestlich von McAlester an der U.S. Route 69 34° 52′ 8″ N, 95° 48′ 54″ W                                            | McAlester  |              |
| 24    | Pittsburg County Courthouse                                            | Pittsburg County Courthouse                                            | 23. Aug. 1984 ID-Nr. 84003415 | 115 E. Carl Albert Parkway 34° 55′ 59,2″ N, 95° 46′ 1,9″ W                                                            | McAlester  |              |
| 25    | Pittsburg School and Gymnasium                                         | Pittsburg School and Gymnasium                                         | 8. Sep. 1988 ID-Nr. 88001415  | in der Nähe des Oklahoma State Highway 63 34° 42′ 55″ N, 95° 51′ 14″ W                                                | Pittsburg  |              |
| 26    | Rock Creek Bridge                                                      |                                                                        | 4. Sep. 2008 ID-Nr. 08000853  | Carries County Road NS-409.7 über den Rock Creek 34° 38′ 56″ N, 95° 43′ 55,9″ W                                       | Blanco     |              |
| 27    | St. Joseph’s Catholic Church                                           | St. Joseph’s Catholic Church                                           | 12. Nov. 1980 ID-Nr. 80003296 | in der Nähe des Oklahoma State Highway 31 34° 55′ 56″ N, 95° 43′ 5″ W                                                 | Krebs      |              |
| 28    | Saints Cyril and Methodius Russian Orthodox Greek Catholic Church      | Saints Cyril and Methodius Russian Orthodox Greek Catholic Church      | 8. Sep. 2017 ID-Nr. 100001594 | 501 S. 3rd Street 34° 50′ 36,3″ N, 95° 34′ 13,4″ W                                                                    | Hartshorne |              |
| 29    | Tipton Ridge School                                                    |                                                                        | 8. Sep. 1988 ID-Nr. 88001417  | nördlich von Blocker 35° 7′ 15″ N, 95° 30′ 25,9″ W                                                                    | Blocker    |              |
| 30    | Warden’s House                                                         |                                                                        | 17. Juni 2005 ID-Nr. 05000615 | Penitentiary Boulevard und West Street 34° 57′ 9″ N, 95° 46′ 55″ W                                                    | McAlester  |              |